# 性別二元論
性別二元主義、性別二元論（英語：gender binary）僅將生理性別（sex）和社會性別（gender）劃分為男女兩種，漠視男女之外其他性別表現或性別認同為異常或不自然，作社會體制分類方式，性別和性取向被默認假設與出生時賦予的性別相一致，包括對個人的服裝、行為、性取向、名字或代詞的特定期望、使用哪個洗手間等特徵，亦強化對展示性別多樣性、不符傳統性規範的人以及性別認同與出生性別不一致者的負面態度、偏見和歧視。對跨性別或非常規性別的人的歧視可以各種形式出現，包括身體或性侵犯、謀殺、限制進入公共場所、醫療保健等。學者們在交織性理論下對性別二元制度進行批判，認為其作為性別和種族相互鎖定的階層性系統的一部分，維護父權主義規範。
性別二元論是社會性別系統的其中一種類型，也是性別主義（即性別歧視）的核心原則之一，設下一種社會界限（線），阻止人們跨越或混合社會性別，造成對於跨性別和雙性人的無知，並強行從兩種形式（男、女）的性別中識別出來。
性別二元制度會假設大多數人是順性別的，亦即生理性別（sex）、社會性別（gender）和性別特質（sexuality）天生一致，自身性別的性傾向和性別認同是相同的。例如，當一個男性出生時，性別二元論會假設其外表、性格特徵和行為上具有男性陽剛特質，以及對女性有性吸引力。

## 概觀
性別二元一詞描述一個把社會成員分成兩種性別角色、性向認同和生殖器與性取向相同的社會性別。對於身體器官不健全（雙性人，陰陽人）的情況，根據性別二元，通常會強制進行手術使性別角色重新分配。
性別角色是性別二元的主要方面。性別角色會塑造和約束個人的生活經歷，影響從服裝選擇到職業的自我表達層面。
傳統的性別角色則由媒體，宗教，政治、教育、文化和社會制度影響。主要宗教，如伊斯蘭教及基督教，基督教教義認為是由上帝決定人類的天生性別角色，由上帝造男造女，男人和女人結合成一體。伊斯蘭教會教導母親是他們孩子的主要照顧者；而天主教徒只允許「正常男人」作為他們的祭司。在世界範圍內，除了出生就是自然性別的人，還有幾個人或幾個次文化可以被認為是性別二元或特定變性者的例外。這些包括印度和美洲兩國的印第安人和齋戒者。
在當代西方，部分性別酷兒透過「拒絕男性和女性」等標語，打破了性別二元制，自我不認為屬於「男性和女性」，即使其生理性別為男性或女性。
跨性別在性別二元制中有著獨特的地位，在某些情況下，他們的性別表現與他們的出生性別一致。變性人或跨性別試圖符合社會對性別的期望，有變性人選擇通過手術切除（增加）原有性器官或激素（賀爾蒙）治療，以達致其性別認同，也有部分保留原性器官。如果身體跟心理反應的性別不一樣，則改變性別將會相當困難。
當代文書作品托馬斯·基思（Thomas Keith）的「當代美國文化中的男性主義：男性身份的複雜性和挑戰的交叉方法」（Masculinities in Contemporary American Culture: An Intersectional Approach to the Complexities and Challenges of Male Identity） （页面存档备份，存于）裡面提到男性和女性的關係是「自然而不可變的」。這一長期的文化假設，部分解釋了現代社會中持續存在的父權制和男性特權制度。

## 限制
一些女權主義學者對性別二元論提出質疑。朱麗絲·洛伯（Judith Lorber）解釋了將人們劃分成兩個群體會發現分類成性別二元的差異性比分成性別多元的差異更大。她認為這證實了性別二元論是隨意被決定的，並導致兩性的虛假期望；而先前假設性別二元的人可能也是不存在的。反而越來越多的人支持其他類別的可能性，藉由更加流暢的方式來實現自己的性別，人們將能夠更好地識別自己，但他們選擇學術研究來發現不同的相似和差異點，即使絕大部分人的性傾向及性別認同均是順性別。 

## 拒絕
法斯托·絲達琳（Anne Fausto-Sterling）教授建議將 23 個性別進行分類，並從只有男性和女性的社會中分離出來。她在論文「五性：為什麼男女不夠」（The Five Sexes: Why Male and Female Are Not Enough）中討論了雙性人的存在。雙性人是指男性和女性的生理性別特徵的結合被認為偏離了規範，經常得在很小的時候進行強制性手術，以維持性別平等的制度。這些人的存在挑戰了性別二元論的標準，並且對社會的性別建構方式提出質疑。（Anne Fausto-Sterling）說明，現代的醫生認為性別是一種文化建構，並得出結論： 
我們正從兩性時代轉向成為一個超越兩性的多樣性時代。
(We are moving from an era of sexual dimorphism to one of variety beyond the number 2.)

## 參见
- 人类的性别差异
- 多元性別
- 非二元性別
- 性別中立
- 性別盲
- 不分性別
- 後性別主義
- 基進女性主義